# 全国高等学校ボクシング選抜大会
全国高等学校ボクシング選抜大会兼JOCジュニアオリンピックカップ（ぜんこくこうとうがっこうボクシングせんばつたいかいけんジェイー・オー・シー・ジュニアオリンピックカップ）は、日本ボクシング連盟（JABF）が主催し、毎年3月に開催される高校ボクシングの大会である。

## 概略
1990年に第1回開催。開催地は持ち回り。全国高等学校選抜大会の一つではあるが、JOCジュニアオリンピックカップも兼ねて行われ、各階級優勝者の中から大会MVPに相当するJOC杯を授与する（第18回（2007年）から第29回（2018年）まで最優秀選手賞は別に決められていたが、第30回（2019年）からは優秀選手賞に改称）。
全国高等学校総合体育大会（インターハイ）・国民体育大会と並ぶ高校ボクシングの頂点を決める大会であり、これらをすべて制覇すると高校三冠。2年なら高校六冠と呼ばれる（高校選抜は3月のため、最大で高校八冠まで）。
大会は個人戦のみ行われるため、ボクシング部のない高校からもJABF加盟ボクシングジムの練習生であれば個人として参加可能である。
なお、ピン級は第23回（2012年）より、ミドル級は第26回（2015年）よりそれぞれ実施。
ジュニアは通常1ラウンド2分となるが、この大会に限りシニアと同じ1ラウンド3分で実施されていた。
第24回（2013年）からは女子も併せて開催される予定であり、調整が行われていたが、当年度は見送られ、第25回（2014年）からの開催となる。女子は当初ピン級・フライ級・ライト級の3階級だったが、第33回（2022年）よりライトフライ級・バンタム級も加えた5階級で実施される。なお、女子については第25回に限りトーナメントではなくワンマッチとして行われた。第26回（2015年）より男子の最優秀選手賞に相当する会長賞が設けられ（第29回まで）、第27回（2016年）よりJOC杯は男女それぞれに授与される。
第22回（2011年）は東日本大震災、第31回（2020年）は新型コロナウイルス感染拡大のためともに中止。第32回（2021年）はコロナ禍で地区大会中止が相次いだため2年連続で中止になったものの、地区大会を勝ち抜いた高校生に実戦を経験させたいとして開催地として予定されていた徳島市のとくぎんトモニアリーナにて四国連盟主催の「徳島特別大会」が開催された。

## 開催記録
| 回 | 年月日 | 会場                            | 備考                                             |
| -- | ------ | ------------------------------- | ------------------------------------------------ |
| 1  | 1990年 | 大阪市                          |                                                  |
| 2  | 1991年 | 水沢市                          |                                                  |
| 3  | 1992年 | 那須町                          |                                                  |
| 4  | 1993年 | 鹿児島市                        |                                                  |
| 5  | 1994年 | 羽村市                          |                                                  |
| 6  | 1995年 | 津久見市                        |                                                  |
| 7  | 1996年 | 札幌市                          |                                                  |
| 8  | 1997年 | 松山市                          |                                                  |
| 9  | 1998年 | 水沢市                          |                                                  |
| 10 | 1999年 | 広島市                          |                                                  |
| 11 | 2000年 | 多治見市                        |                                                  |
| 12 | 2001年 | 新庄市体育館                    |                                                  |
| 13 | 2002年 | 福井県営体育館                  |                                                  |
| 14 | 2003年 | 大利根文化体育館                |                                                  |
| 15 | 2004年 | 宇都宮市体育館                  |                                                  |
| 16 | 2005年 | 茨城県立スポーツセンター        |                                                  |
| 17 | 2006年 | ウェルサンピア京都              |                                                  |
| 18 | 2007年 | グリーンピア岩沼体育館          |                                                  |
| 19 | 2008年 | 熊本県立総合体育館              |                                                  |
| 20 | 2009年 | 栃木県体育館分館                |                                                  |
| 21 | 2010年 | 群馬県総合スポーツセンター      |                                                  |
| 22 | 2011年 | （中止）                        | （中止）                                         |
| 23 | 2012年 | 茨城県立スポーツセンター        |                                                  |
| 24 | 2013年 | 緑が丘スポーツ公園体育館        | [ 5 ]                                            |
| 25 | 2014年 | 芦屋大学                        | 女子部門新設。これよりUJ大会と併催（第26回除く） |
| 26 | 2015年 | 岡山武道館                      | 女子もトーナメント戦に                           |
| 27 | 2016年 | 会津若松市河東総合体育館        |                                                  |
| 28 | 2017年 | 岐阜工業高校                    |                                                  |
| 29 | 2018年 | 宮崎市総合体育館                |                                                  |
| 30 | 2019年 | ALSOKぐんま総合スポーツセンター |                                                  |
| 31 | 2020年 | （中止）                        |                                                  |
| 32 | 2021年 | （中止）                        | 代替大会として徳島特別大会を開催                 |
| 33 | 2022年 | 北ガスアリーナ札幌46            |                                                  |
| 34 | 2023年 | 阿久根総合運動公園総合体育館    |                                                  |
| 35 | 2024年 | 玉野市総合体育館                |                                                  |

## 主な選抜優勝者
オリンピック・世界選手権入賞者、及びプロボクシングタイトル（WBA・WBC・IBF・WBO・OPBF・WBO-AP・JBC）獲得者。
- 山口圭司 (1991)
- クレイジー・キム (1992)
- 長嶋建吾 (1993)
- 石田順裕 (1993)
- 山口裕司 (1996)
- 佐藤幸治 (1998)
- 李冽理 (2000)
- 粟生隆寛 (2001,02)
- 村田諒太 (2002,03)
- 川内将嗣 (2003)
- 仲村正男 (2005)
- 井岡一翔 (2005,06)
- 岩佐亮佑 (2007)
- 原隆二 (2008)
- 内藤律樹 (2009)
- 井上浩樹 (2009)
- 井上尚弥 (2010)
- 松本亮 (2010)
- 井上拓真 (2012)
- 田中恒成 (2013)
- 齋藤麗王 (2014,15)
- 並木月海 (2015,16)
- 重岡銀次朗 (2016,17)